# Эдвардс, Джо Фрэнк
Джо Фрэнк Э́двардс-младший (англ. Joe Frank Edwards, Jr.; род. 1958) — астронавт НАСА. Совершил один космический полёт на шаттле: STS-89 (1998, «Индевор»), лётчик-испытатель.

## Личные данные и образование

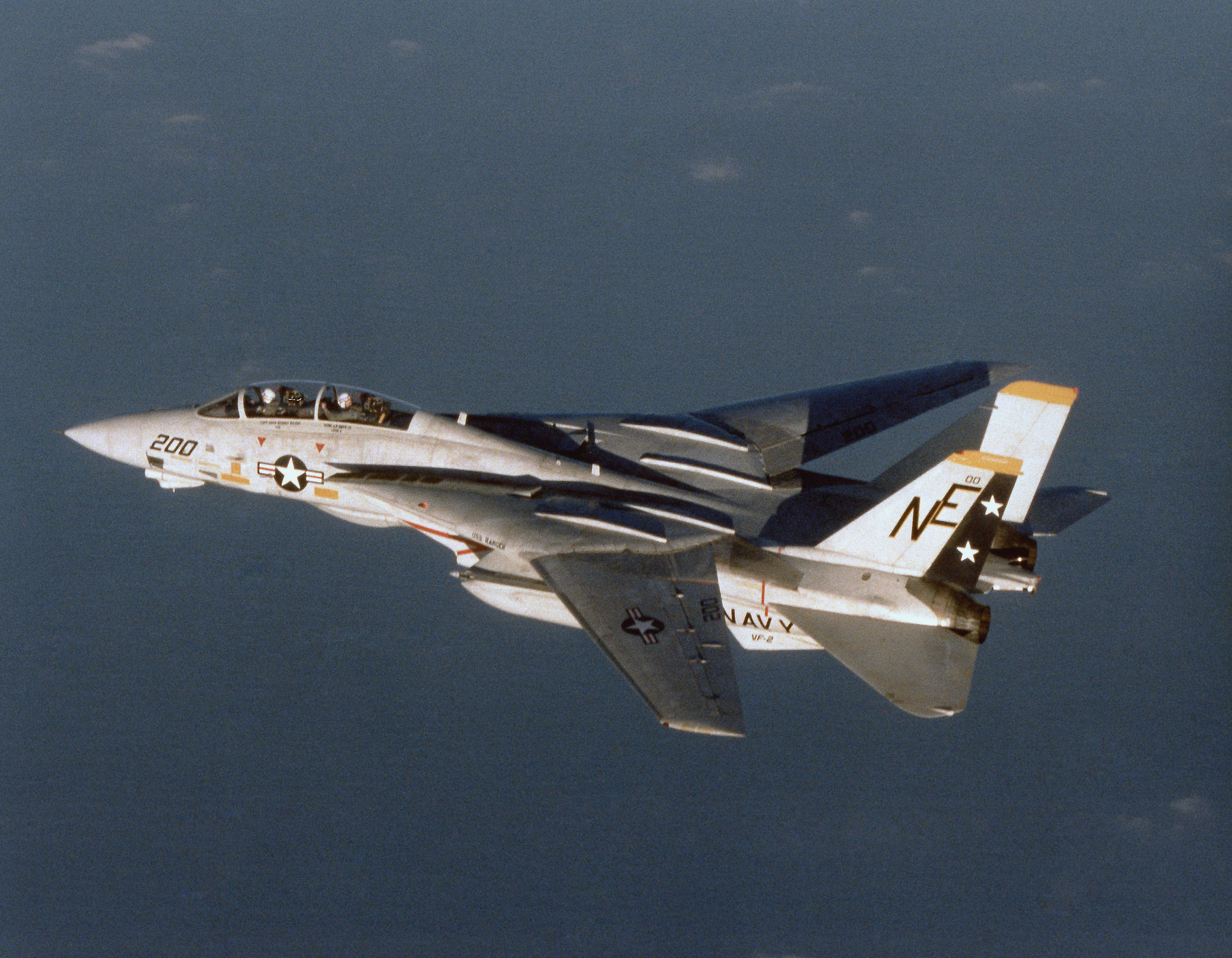
Самолёт F-14 Tomcat ВМС США.

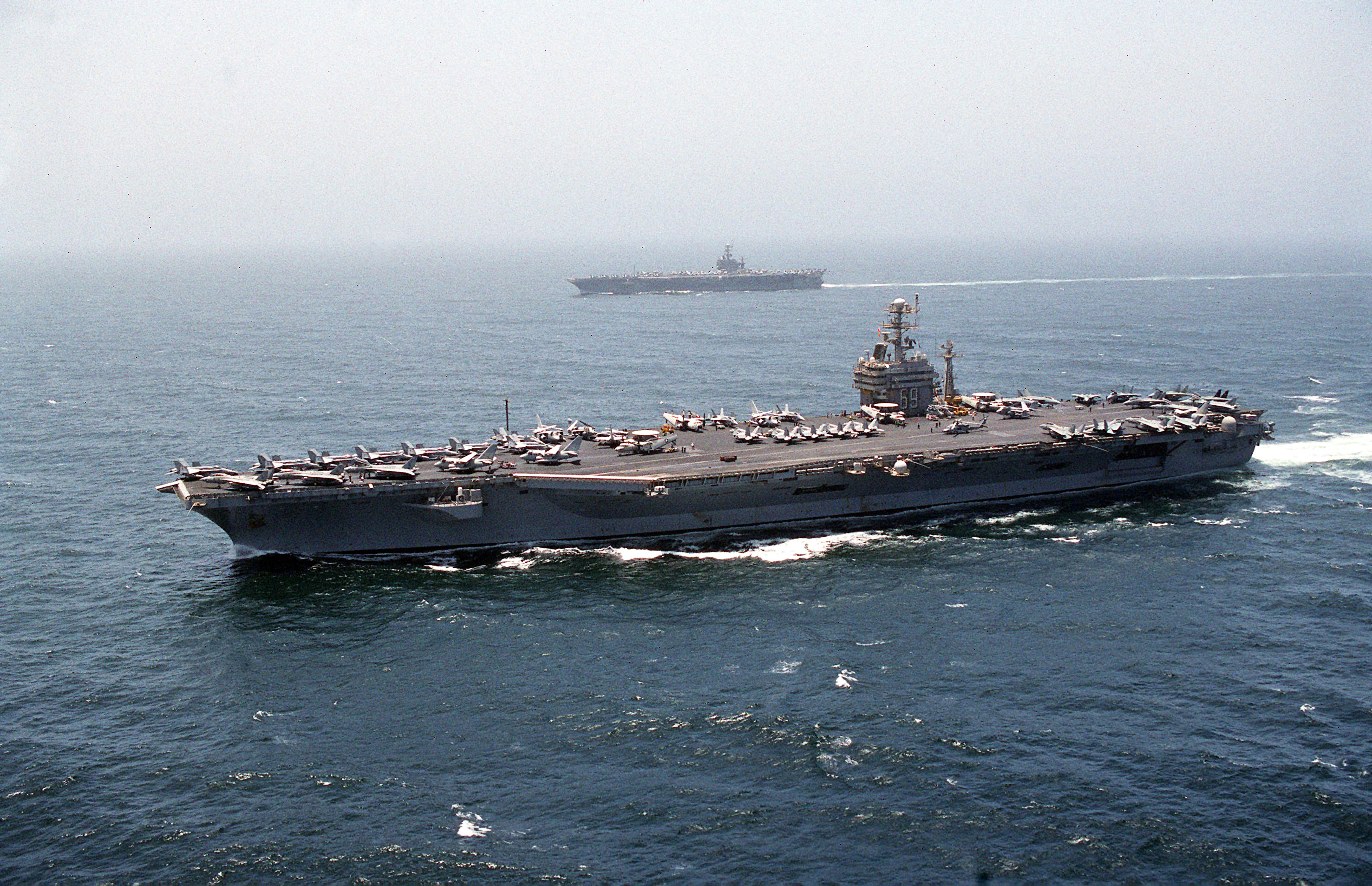
Авианосец «Дуайт Эйзенхауэр».

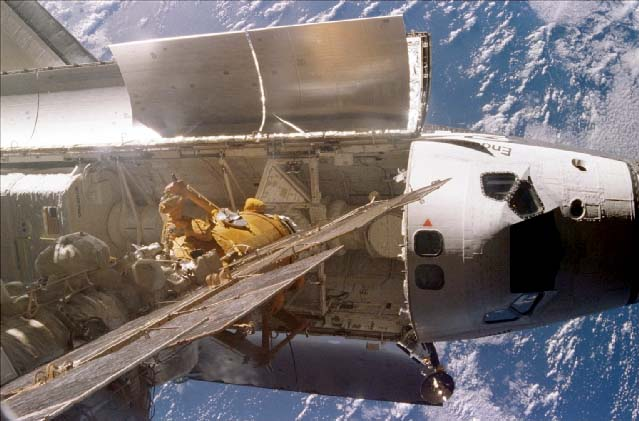
Индевор пристыкован к станции Мир.

Джо Эдвардс родился 3 февраля 1958 года в городе Ричмонд, штат Виргиния. Но своими родными считает города Роанок и Лайнвилл, штат Алабама. В 1976 году в Лайнвилле окончил среднюю школу. В 1980 году получил степень бакалавра наук в области аэрокосмической техники в Военно-морской Академии США, в городе Аннаполис, штат Мэриленд. В 1994 году получил степень магистра наук в области авиационной техники в Университете Теннесси, в Ноксвилле.
Женат на Джанет Ли Раган, она из Леонардтауна, Мэриленд. Он любит баскетбол, бег, футбол и софтбол. Его родители, Джо Фрэнк и Джейн Мак-Мюррей Эдвардсы, проживают в городе Роанок, штат Алабама. 

## До НАСА
Эдвардс начал обучение на военно-морского лётчика в феврале 1982 года. В 1983 году, после завершения лётному обучению на самолётах F-14 Tomcat, получил назначение в 143-ю эскадрилью. В 1983 году стал летать на истребителях и участвовал в боевых разведывательных операциях над Ливаном. В 1984 году окончил лётную школу ВМС США. 
В 1986 году окончил Военно-морское училище лётчиков-испытателей. Впоследствии был офицером-руководителем Проекта лётных испытаний и сам испытывал F-14A и F-14D. Первым в военно-морском флоте испытывал F-14D при высоких углах атаки и F110 при различных режимах работы двигателей. В 1989-1992 годах служил в подразделении «Эксплуатация и техническое обслуживание» в истребительной эскадрильи 142. В 1992-1994 годах работал сотрудником по операциям в Оперативном управлении Объединенного комитета начальников штабов, в Вашингтоне, округ Колумбия. Имеет налёт более 4 000 часов на более чем 25 различных типах самолётов и более 650 посадок на палубы авианосцев. На его счету 27 боевых вылетов..
13 октября 1991 года Эдвардс осуществлял патрулирование на самолёте F-14 Tomcat в Персидском заливе на высоте 8 800 метров, со скоростью М=0,9. Внезапно носовой обтекатель разрушился и разбил фонарь самолёта. Эдвардс был ослеплён, страдал от кислородного голодания, было сбито дыхание, получил перелом руки, все приборы вышли из строя. Однако пилотам удалось посадить повреждённый самолётна палубу авианосца «Эйзенхауэр». За проявленное лётное мастерство при тяжёлых обстоятельствах был награждён Крестом лётных заслуг (США).

## Подготовка к космическим полётам
В декабре 1994 года был зачислен в отряд НАСА в составе пятнадцатого набора, кандидатом в астронавты. С июня 1995 года стал проходить обучение по курсу Общекосмической подготовки (ОКП). По окончании курса, в мае 1996 года получил квалификацию «пилот корабля» и назначение в Офис астронавтов НАСА.

## Полёт в космос
- Первый полёт — STS-89 [3], шаттл «Индевор». C 23 по 31 января 1998 года в качестве «пилота корабля». В программу полёта входила восьмая по счёту стыковка шаттла с российской орбитальной станцией «Мир», доставка и возвращение грузов, ротация астронавтов на станции[4]. Работа на борту орбитального пилотируемого комплекса «Мир» велась под Знаменем Мира. Астронавты благополучно приземлились на авиабазе Эдвардс. Продолжительность полёта составила 8 суток 19 часов 48 минут [5].

Общая продолжительность полётов в космос — 8 дней 19 часов 48 минут.

## После полёта
Работал представителем НАСА в России. 30 апреля 2000 года покинул отряд астронавтов. По состоянию на февраль 2019 года является генеральным директором Polaris Technology Solutions и участвует в авиашоу.

## Награды и премии
Награждён: Медаль «За космический полёт» (1998), Медаль «За отличную службу» (США), Крест лётных заслуг (США), Медаль «За похвальную службу» (США), Воздушная медаль (США), Медаль «За достижения» и многие другие.